# Florian Munteanu
Florian Munteanu, né le 13 octobre 1990, également connu sous son nom de Big Nasty, est un acteur, mannequin et ancien boxeur poids lourd germano-roumain. Il est notamment connu pour son rôle du boxeur Viktor Drago dans Creed 2, le fils de l'ancien boxeur soviétique Ivan Drago, présent dans Rocky 4. Il a également joué Razor Fist dans le film de super-héros Marvel Shang-Chi et la Légende des Dix Anneaux.

## Biographie
Florian Munteanu est né en Allemagne de parents roumains qui ont fui le régime communiste en 1985. Sa mère est avocate, tandis que son père est dermatologue et ancien boxeur. Munteanu a grandi à Bogen et a ensuite déménagé à Munich pour étudier à l'université des sciences Hochschule Mittweida. En 2014, il a défendu sa thèse de Bachelor of Arts sur la « Structure et organisation du sport de la boxe en Allemagne : associations, sociétés de promotion de la boxe, fédérations, management et marketing en général, avec une comparaison avec les structures mises en place aux USA ». Il a pratiqué la boxe en Allemagne, sous le nom de « Big Nasty ».  

### Carrière
Florian Munteanu a eu son premier rôle au cinéma dans Bogat, un film germano-roumain de 2016 tourné à Munich. Sa percée dans le monde du cinéma a eu lieu en 2018, lorsque Sylvester Stallone recherchait un boxeur poids lourd européen pour incarner Viktor Drago, le fils d'Ivan Drago, dans la suite du drame sportif Creed 2. Stallone a trouvé Munteanu grâce à des vidéos de formation sur Internet et l'a directement appelé pour le rôle.  
Il vit à Munich et à Los Angeles. Il est ambassadeur de la marque Domino's Pizza  et SuperKombat, une organisation de combat basée en Roumanie. Il a figuré sur les couvertures de Muscle & Fitness, en octobre 2018, et Men's Health, en décembre 2018. Malgré le fait qu'il soit né et ait grandi en Allemagne, Munteanu s'est toujours identifié comme roumain et parle couramment le roumain.

## Filmographie

### Court-métrage
- 2016 : Bogat : Razvan

### Séries
- 2024 : Vikings: Valhalla saison 3 : Georges Maniakès

### Cinéma
- 2018 : Creed 2 : Viktor Drago
- 2021 : Shang-Chi et la Légende des Dix Anneaux : Razor Fist
- 2022 : The Contractor : Kaufman
- 2023 : Creed 3 : Viktor Drago
- 2024 : Borderlands : Krieg